# Тримипрамин
Тримипрамин — один из представителей класса трициклических антидепрессантов, подкласса третичных аминов. Используется в виде гидрохлорида.
В России изъят из оборота лекарственных средств (в Норвегии — ограничен в обороте) в связи с высокой токсичностью препарата, риском передозировки и появлением суицидальных намерений при использовании высоких доз лекарства.

## Фармакологическое действие
Тримипрамин является ингибитором обратного нейронального захвата медиаторных моноаминов, включая норадреналин, дофамин, серотонин и др. Ингибирования МАО не вызывает.
Обладает сильной антигистаминной активностью (более сильной, чем у амитриптилина), а также значительной М-холинолитической (антихолинергической) и альфа-адренолитической активностью.
Антидепрессивное (тимоаналептическое) действие сочетается у тримипрамина с выраженным седативным, снотворным и анксиолитическим (противотревожным) эффектом.
Тримипрамин в отличие от амитриптилина не имеет метаболитов со стимулирующим эффектом и сам практически не обладает стимулирующими свойствами, поэтому имеет преимущество при лечении депрессий, протекающих с выраженным психомоторным возбуждением, тревогой или тяжелой бессонницей (тревожных и ажитированных депрессий).
По силе седативного, снотворного и противотревожного эффекта тримипрамин в классе трицикликов является абсолютным чемпионом и превосходит амитриптилин.

## Клиническое применение и показания
Тримипрамин применяют главным образом при эндогенных депрессиях. Он особенно эффективен при тревожно-депрессивных состояниях; уменьшает тревогу, психомоторное возбуждение (ажитацию), внутреннее напряжение и страх, бессонницу и собственно депрессивные проявления.
Тримипрамин как правило не вызывает обострения бреда, галлюцинаций и другой продуктивной симптоматики, что возможно при применении антидепрессантов с преобладанием стимулирующего эффекта (имипрамина и др.) и изредка бывает даже при применении амитриптилина.

## Противопоказания
Тримипрамин как препарат с выраженной холинолитической активностью противопоказан при глаукоме, гипертрофии предстательной железы, атонии мочевого пузыря.

## Осложнения и побочные эффекты
Тримипрамин обычно хорошо переносится (но хуже, чем многие другие трициклики и чем современные селективные антидепрессанты) при соблюдении определенных мер предосторожности, достаточно плавном наращивании доз в начале терапии и своевременном предупреждении или коррекции возникающих побочных эффектов. В связи с наличием выраженного седативного эффекта не нарушает сна, и его назначают на протяжении всего дня, в том числе перед сном.
Основные побочные эффекты связаны с выраженным холинолитическим эффектом. Часто (особенно в начале терапии и при наращивании доз) наблюдаются сухость во рту, расширение зрачков, нарушение аккомодации глаз (нечеткость и расплывчатость зрения вблизи, неспособность сфокусировать глаза на близком расстоянии — например при чтении и вышивании), запоры, иногда тяжелые, вплоть до развития пареза или полной атонии (паралича) кишечника, каловых завалов и острой динамической непроходимости кишечника. При более высоких дозах возможны затруднение и задержка мочеиспускания вплоть до полной атонии мочевого пузыря. Тремор рук также появляется при более высоких дозах и связан со стимуляцией периферической бета-адренергической системы (снимается бета-адреноблокаторами). Также часто наблюдаются (особенно в начале терапии) чувство опьянения (так называемое «холинолитическое опьянение», подобное опьянению от циклодола или атропина), сонливость, вялость, апатия вследствие чрезмерного седативного эффекта, головокружение.
Вследствие выраженного альфа-адренолитического эффекта тримипрамина часто наблюдаются (особенно в начале терапии и при быстром наращивании доз) гипотензивное действие (снижение артериального давления), ортостатическая гипотензия при вставании вплоть до обмороков и коллаптоидных состояний, тахикардия, слабость.
Могут наблюдаться усиление деперсонализации (иногда), атаксия, лекарственный паркинсонизм, повышение массы тела, снижение либидо, пароксизмальные явления, аллергические реакции (редко), парестезии.
Наиболее грозным осложнением терапии тримипрамином является нарушение сердечного ритма, в частности нарушение проводимости и удлинение интервала QT. Появление этих нарушений ритма сердца диктует необходимость либо снижения дозы, либо очень внимательного надзора за состоянием больного с частым снятием ЭКГ.
Также иногда наблюдаются (обычно при высоких и очень высоких дозах либо при слишком быстром внутривенном капельном введении) эпилептиформные судороги. У больных с эпилепсией и другими судорожными состояниями или с органическими поражениями мозга, травмами черепа в анамнезе даже малые дозы тримипрамина могут вызвать судороги или их эквиваленты. Появление эпилептиформных судорог на фоне лечения амитриптилином диктует необходимость снижения дозы тримипрамина или назначения одновременно противосудорожных препаратов.
Часто наблюдается (особенно у больных с сопутствующей недостаточностью функции щитовидной железы, с биполярным аффективным расстройством, биполярной формой шизоаффективного расстройства, но может наблюдаться и у больного, которого до лечения предполагали монополярным депрессивным) инверсия знака фазы из депрессии в манию или гипоманию, либо развитие «смешанного» дисфорично-раздражительного состояния, либо учащение и ускорение цикла с формированием течения болезни с быстрой сменой фаз (rapid-cycling). При этом в зависимости от клинической ситуации могут оказаться необходимыми либо снижение дозы и даже полная отмена тримипрамина и других антидепрессантов, либо присоединение нормотимиков, гормонов щитовидной железы, нейролептиков, либо и та, и другая меры вместе.

## Взаимодействия
Препарат не следует назначать одновременно с необратимыми ингибиторами моноаминоксидазы либо с резерпином. Потенцирует действие седативных средств, алкоголя, барбитуратов, нейролептиков. Не рекомендуется сочетать с антидепрессантом СИОЗС циталопрамом. Тримипрамин повышает концентрацию СИОЗС.

## Особые указания
Тримипрамин является препаратом, представляющим большую угрозу смертельного исхода при сравнительно небольшой передозировке. Прием 1000—1500 мг приводит к развитию смертельно опасного отравления. В то же время при улучшении состояния больного под влиянием лечения нередко суицидальные идеи исчезают и настроение нормализуется значительно позже, чем увеличивается энергия и количество физических сил. В результате у больного может стать больше энергии и сил для совершения суицида на фоне все еще сохраняющейся тоски и плохого настроения.
Поэтому больным с тяжелой эндогенной депрессией и высокой суицидальной опасностью лечение тримипрамином можно начинать только в условиях психиатрического стационара (предпочтительно с помещением в надзорную палату), или по крайней мере при условии возможности обеспечения строгого надзора домашних или родственников больного за регулярным приемом лекарства и количеством остающегося в упаковке препарата. Не следует выписывать больным c эндогенной депрессией, только начинающим амбулаторное лечение, на один рецепт (за один визит к врачу) количества препарата, большие чем на одну-две недели терапии.
После улучшения состояния больного и исчезновения суицидального риска строгость надзора может быть постепенно уменьшена вплоть до выписывания на один рецепт месячного и даже 2-3-месячного количества препарата.
Хранение: список Б.